# Alsószenterzsébet
Alsószenterzsébet là một thị trấn thuộc hạt Zala, Hungary. Thị trấn này có diện tích 9,63 km², dân số năm 2010 là 73 người, mật độ 8 người/km².